# Lettische Badmintonmeisterschaft 1982
Die Lettische Badmintonmeisterschaft 1982 fand in Riga statt. Es war die 19. Auflage der nationalen Titelkämpfe von Lettland im Badminton, zu dieser Zeit noch als Meisterschaft der Sowjetrepublik.

## Titelträger
| Disziplin    | Sieger                            |
| ------------ | --------------------------------- |
| Herreneinzel | Jānis Ozoliņš                     |
| Dameneinzel  | Natālija Šora                     |
| Herrendoppel | Vladimirs Uļjanovs Viktors Itkins |
| Damendoppel  | Natālija Šora Maija Liepkalna     |
| Mixed        | Viktors Itkins Marina Ļapkalo     |